# Рей, Джонни
Джонни Рей (англ. Johnnie Ray) — популярный в 1950-е годы американский певец, автор песен, пианист. Был назван критиками главным предшественником того, что стало рок-н-роллом, за его музыку с влиянием джаза и блюза и его оживленную сценическую личность. Тони Беннетт назвал Рэя «отцом рок-н-ролла», а историки отметили его как пионера в развитии жанра.
Выросший в Далласе, штат Орегон, частично глухой Рэй начал профессионально петь в пятнадцать лет на радиостанциях Портленда. Он приобрел местную популярность после пения в небольших, преимущественно афроамериканских ночных клубах в Детройте, где его заметили в 1949 году, и впоследствии подписал контракт с Okeh Records, дочерней компанией Columbia Records. Он быстро стал известным в Соединенных Штатах, выпустив свой дебютный альбом Johnnie Ray (1952). Его самый большой успех — песня «Cry», возглавившая в 1951 году главный чарт «Билборда». Сингл на 78 оборотов в минуту был двусторонним, и «Cry» вместе с записанной на оборотной стороне песней «Little White Cloud That Cried» занимали тогда в чарте соответственно первое и второе места. Этот сингл, сделавший тогда из застенчивого неуклюжего паренька звезду национального масштаба, разошёлся в более чем 2 миллионах экземпляров.
Песня «Cry» в исполнении Джонни Рея входит в составленный Залом славы рок-н-ролла список 500 Songs That Shaped Rock and Roll. 
British Hit Singles & Albums отметили, что Рэй был «сенсацией 1950-х годов; душераздирающая вокальная подача «Cry» ... повлияла на многих исполнителей, включая Элвиса, и была главной мишенью подростковой истерии в дни до Пресли». Драматические сценические выступления и меланхоличные песни Рэя историки музыки считают предшественниками более поздних исполнителей, от Леонарда Коэна до Моррисси.
В 1954 году Рэй снялся в фильме «Нет бизнеса лучше шоу-бизнеса», в актерском составе которого были Этель Мерман и Мэрилин Монро. Фильм был номинирован на премию «Оскар». После нескольких неудачных попыток участия в киносъёмках в качестве актёра карьера в его родных Соединенных Штатах пошла на спад, и его американский лейбл отказался от него в 1960 году. Рэй редко появлялся на американском телевидении после 1973 года. Однако его фанаты в Великобритании и Австралии оставались преданными ему до его смерти.
Джонни Рэй умер в 1990 году от осложнений, вызванных печеночной недостаточностью.